# David Jones (Politiker, 1952)

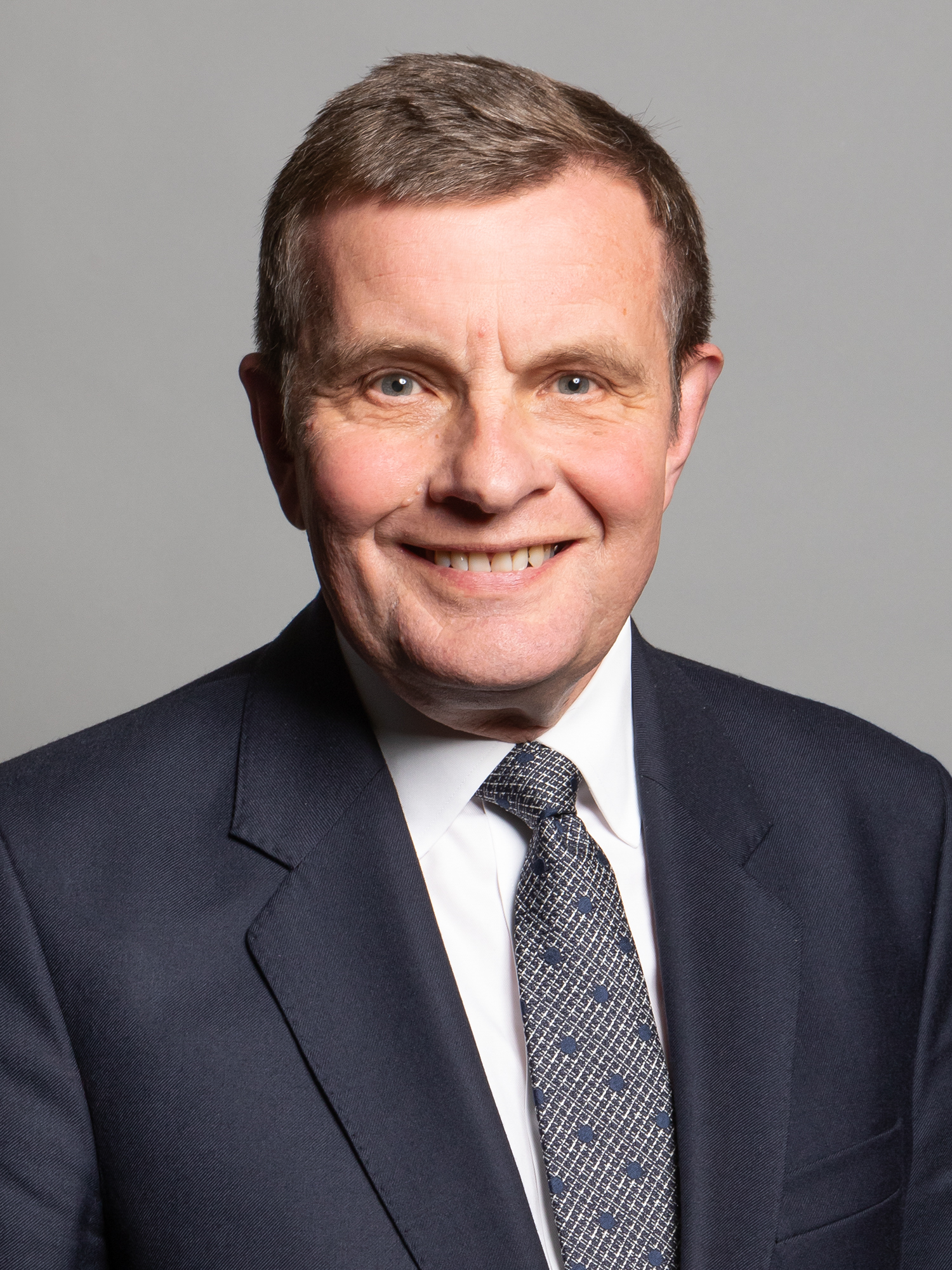
David Jones (12. Januar 2020)

David Ian Jones, PC (* 22. März 1952 in Stepney, Metropolitan Borough of Stepney, County of London, England) ist ein britischer Politiker der Conservative Party, der unter anderem seit 2005 Abgeordneter des Unterhauses (House of Commons) ist und zwischen 2012 und 2014 Minister für Wales (Secretary of State for Wales) im Kabinett Cameron I war.

## Leben
David Ian Jones begann nach dem Besuch der Ruabon Grammar School ein Studium der Rechtswissenschaften am University College London (UCL) und nahm nach dessen Abschluss eine Tätigkeit als Rechtsanwalt auf, wobei er zuletzt Seniorpartner seiner eigenen Anwaltskanzlei in Llandudno war. Bei der Unterhauswahl am 1. Mai 1997 kandidierte er im Wahlkreis Conwy gegen die Labour-Party-Politikerin Betty Helena Williams sowie bei der Unterhauswahl am 7. Juni 2001 im Wahlkreis Chester gegen die Labour-Bewerberin Christine Russell jeweils erfolglos für ein Mandat im Unterhaus. Er war zwischen dem 10. September 2002 und dem 30. April 2003 Mitglied der Nationalversammlung für Wales (Cynulliad Cenedlaethol Cymru) und vertrat in dieser Zeit den Wahlkreis Cardiff Bay.
Bei der Unterhauswahl am 5. Mai 2005 wurde er als Nachfolger des Labour Party-Politikers Gareth Thomas für die Konservativen im Wahlkreis Clwyd West erstmals als Abgeordneter in das Unterhaus (House of Commons) und wurde bei den Unterhauswahlen am 6. Mai 2010, am 7. Mai 2015, am 8. Juni 2017 und am 12. Dezember 2019 jeweils wiedergewählt. Zu Beginn seiner Parlamentszugehörigkeit war er vom 17. Juli 2005 bis zum 6. Mai 2010 Mitglied im Wales-Ausschuss (Welsh Affairs Select Committee) und war zudem Co-Vorsitzender der Assoziierten parlamentarische Gruppe für nachhaltige Ressourcen (Associate Parliamentary Sustainable Resource Group). Er war zugleich zwischen dem 17. Juli 2005 und dem 6. Mai 2010 im Schattenkabinett seiner Partei „Schatten-Minister für Wales“.
Nach dem Wahlsieg der Conservative Party bei der Unterhauswahl am 6. Mai 2010 fungierte Jones vom 17. Mai 2010 bis zum 6. September 2012 zunächst als Parlamentarischer Staatssekretär im Ministerium für Wales (Parliamentary Under Secretary of State at the Wales Office). Im Rahmen einer Umbildung des ersten Kabinetts Cameron wurde er am 4. September 2012 als Nachfolger von Cheryl Gillan selbst Minister für Wales (Secretary of State for Wales) und bekleidete dieses Ministeramt bis zu einer neuerlichen Regierungsumbildung am 14. Juli 2014, woraufhin Stephen Crabb ihn ablöste. Als Minister für Wales wurde er am 10. September 2012 auch Mitglied des Privy Council. Nach seinem Ausscheiden aus dem Kabinett war er nach der Unterhauswahl am 7. Mai 2015 zwischen dem 6. Juli 2015 und dem 31. Oktober 2016 Mitglied des Ausschusses für öffentliche Verwaltung und konstitutionelle Angelegenheiten (Public Administration and Constitutional Affairs Committee).
Am 17. Juli 2016 wurde er im Kabinett May I Staatsminister im Ministerium für das Verlassen der Europäischen Union (Minister of State at the Department for Exiting the European Union) und war damit bis zum Ende der Amtszeit des ersten Kabinetts May am 11. Juni 2017 engster Mitarbeiter von Minister David Davis. Nachdem er aus dem Kabinett ausgeschieden war, fungierte er im Unterhaus vom 11. September 2017 bis zum 6. November 2019 erneut als Mitglied des Ausschusses für öffentliche Verwaltung und konstitutionelle Angelegenheiten und war zugleich zwischen dem 30. Oktober 2017 und dem 6. Nov. 2019 Mitglied des Europäischen Prüfungsausschusses (European Scrutiny Committee). Seit dem 3. März 2020 ist er abermals Mitglied des Ausschusses für öffentliche Verwaltung und konstitutionelle Angelegenheiten und zugleich Mitglied des Europäischen Prüfungsausschusses. Am 3. März 2020 wurde er stellvertretender Vorsitzender der European Research Group, eine Forschungsunterstützungsgruppe und Faktion EU-skeptischer konservativer Parlamentsabgeordneter des Vereinigten Königreichs, und ist damit neben Andrea Jenkyns einer der Stellvertreter des Vorsitzenden dieser Gruppe, Mark Francois. Des Weiteren ist er seit dem 18. Januar 2022 Mitglied des Ausschusses für Wales (Welsh Grand Committee).
Aus seiner 1982 geschlossenen Ehe mit Sara Tudor gingen zwei Kinder hervor.